# Gymnothorax dovii
Gymnothorax dovii és una espècie de peix de la família dels murènids i de l'ordre dels anguil·liformes.

## Morfologia
Els mascles poden assolir els 170 cm de longitud total.

## Distribució geogràfica
Es troba des de Costa Rica fins a Colòmbia, incloent-hi les Illes Galápagos. També al Golf de Califòrnia.